# David Friedman
David Director Friedman (født 12. februar 1945) er en anarkokapitalistisk filosof, økonom og teoretiker.